# Càmera de trànsit
|  | No s'ha de confondre amb radar de trànsit. |

El terme càmera de trànsit s'utilitza normalment per designar dispositius que detecten la conducció a través d'un semàfor vermell o bé altres infraccions com l'excés de velocitat. S'utilitza el nom genèric de càmera de trànsit ja que tots els casos es fa una fotografia per poder identificar a l'infractor. 

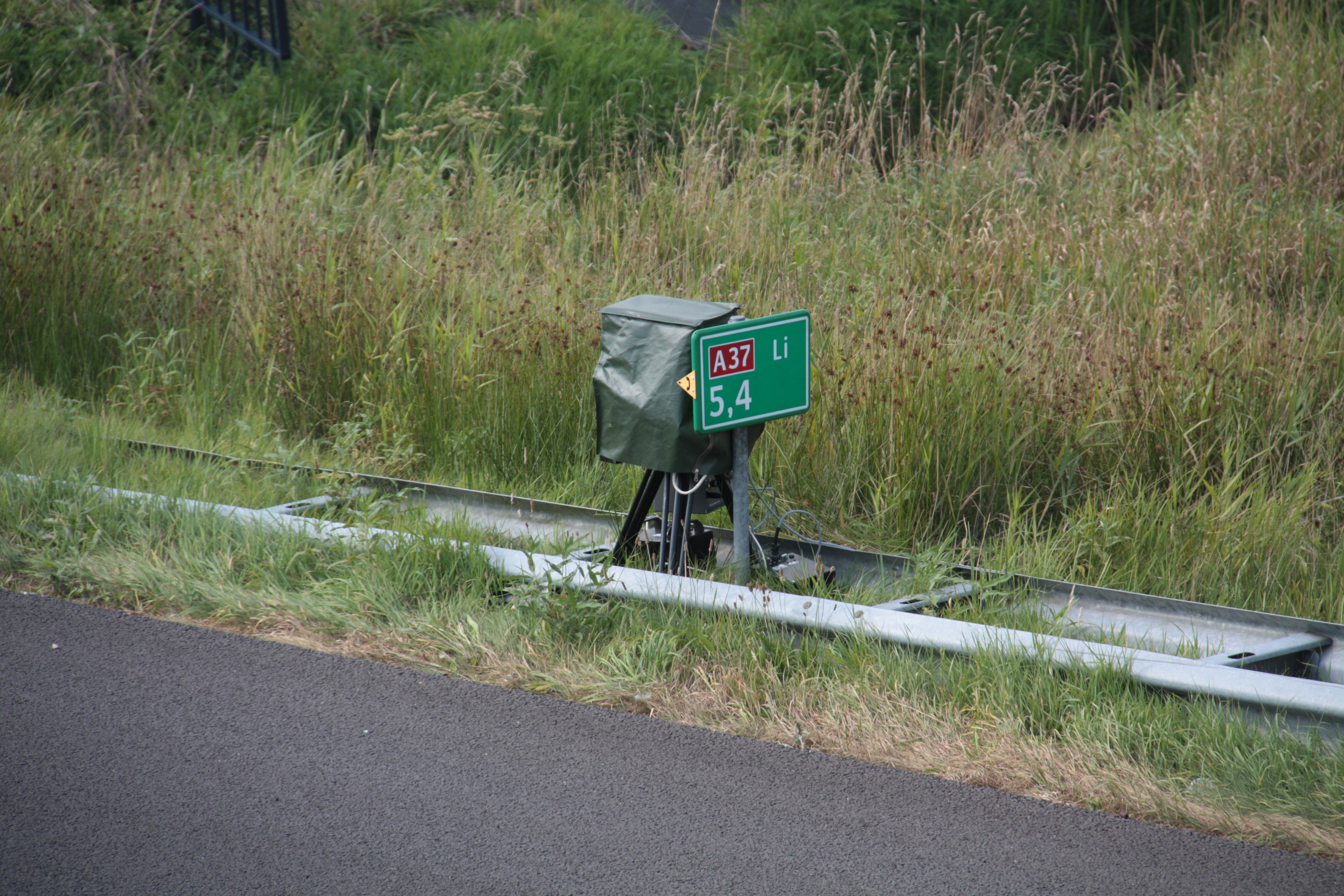
Una càmera de radar mòbil

Consisteix en una càmera muntada al costat, per sobre de la carretera o en un vehicle, dissenyada per detectar infraccions de la regulació del trànsit, inclosa la superació de la velocitat màxima permesa, el travessar semàfors vermells, avançaments en zona prohibida, l'ús no autoritzat del carril bus, o per gravar vehicles dins d'una zona de peatge. Els últims sistemes més moderns poden detectar automàticament matrícules, es va demanar una llei contra aquest fet, però el Tribunal Europeu de Drets Humans, va considerar que no s'havia vulnerat cap dret.
S'ha comprovat que als llocs on s'instal·len radars de trànsit disminueix el nombre d'accidents de trànsit, les lesions i danys en cas d'accident són menys greus, hi ha una conducció menys agressiva, millora la fluïdesa del trànsit i s'emeten menys gasos d'escapament nocius.

## Història
El 1905, es va presentar una sol·licitud de patent per a un dispositiu anomenat "una càmera de mesura del temps dissenyada per atrapar automobilistes". El principi de funcionament d'aquesta càmera primitiva és el mateix en comparació amb les modernes que calculen la velocitat mitjana dins d'un tram el dispositiu va fer dues fotos del cotxe circulant, però no va quedar clar com es va disparar la càmera.
El primer velocímetre automàtic va ser desenvolupat pel pilot de ral·lis holandès Maus Gatsonides (1911-1998). El dispositiu utilitzava dues mànegues de goma que esteses duna banda a l'altra de la carretera. Quan les rodes davanteres d'un vehicle trepitjaven el primer tub, s'arrencava un cronòmetre que s'aturava quan les mateixes rodes colpejaven la segona mànega. La velocitat del vehicle es va calculava a partir del temps transcorregut d'un tub a l'altre. Les versions posteriors funcionen amb l'ajuda d'ones de radar i estan equipades amb un equip fotogràfic que enregistra la violació de velocitat.
Gatsonides va fundar l'empresa Gatsometer a Haarlem el 1958 per fabricar els dispositius. A Anglaterra, la càmera de velocitat s'anomena sovint Gatso o 'Gatso Camera', encara que el terme més comú és càmera de control de trànsit .

## Tipus de càmeres
Les càmeres de semàfor es diferencien de les de velocitat en la seva configuració: una càmera de semàfors'instala normalment darrere d'un semàfor. mentre que una càmera de velocitat es troba al costat de la carretera o darrera un senyal de trànsit, mentre que Una càmeres de velocitat o velocímetres mòbils que es poden amagar en un contenidor d'escombraries.
Les càmeres de velocitat contenen un mecanisme de mesura de la velocitat, com ara un radar Doppler i una càmera que fa una foto de la matrícula de qualsevol vehicle que viatgi més ràpid que la velocitat a la qual està configurada dita càmera. Cal calibrar les càmeres de velocitat periòdicament.
Pels tipus de sensor es poden distingir els següents tipus de càmeres de trànsit:
- Càmera de bucle (sent un cas particular la "càmera de semàfor vermell")
- Càmera de radar
- Càmera de velocitat mitjana
- Càmera anti-soroll
- Càmeres combinades

### Càmera de bucle
Les càmeres bucle funcionen mitjançant dos bucles per carril, que s'instal·len a la superfície de la carretera.
Per poder determinar la sobre-velocitat, es mesura el temps durant el qual el vehicle recorre els dos bucles successius. Aleshores es calcula la velocitat. Per cada infracció, la càmera de semàfor vermell fa dues fotos. La primera foto registra la violació. La segona foto registra si el vehicle encara s'atura o avança i indica la seva velocitat.
La velocitat es mesura pel vehicle que passa dos bucles fresats a la superfície de la carretera a una distància de tres metres. 12 metres després de l'últim bucle, el vehicle passa per una "línia de fotos" - sovint marcada amb una franja blanca a la part superior de l'asfalt (Instrument d'ordinador, sense datar). La mateixa càmera de velocitat es troba en un pal metàl·lic a una distància de 18 metres de la línia de fotos amb la part davantera del vehicle en un angle d'aproximadament 30 graus respecte a la calçada. La caixa està equipada amb dues finestres: una per a la càmera i una altra per al flaix. Depenent de si la caixa està equipada amb una càmera -i si el vehicle supera el criteri de velocitat que es defineix com a infracció-, en aquesta posició es pren una imatge del vehicle i del conductor des de la part davantera.

### Càmera de radar

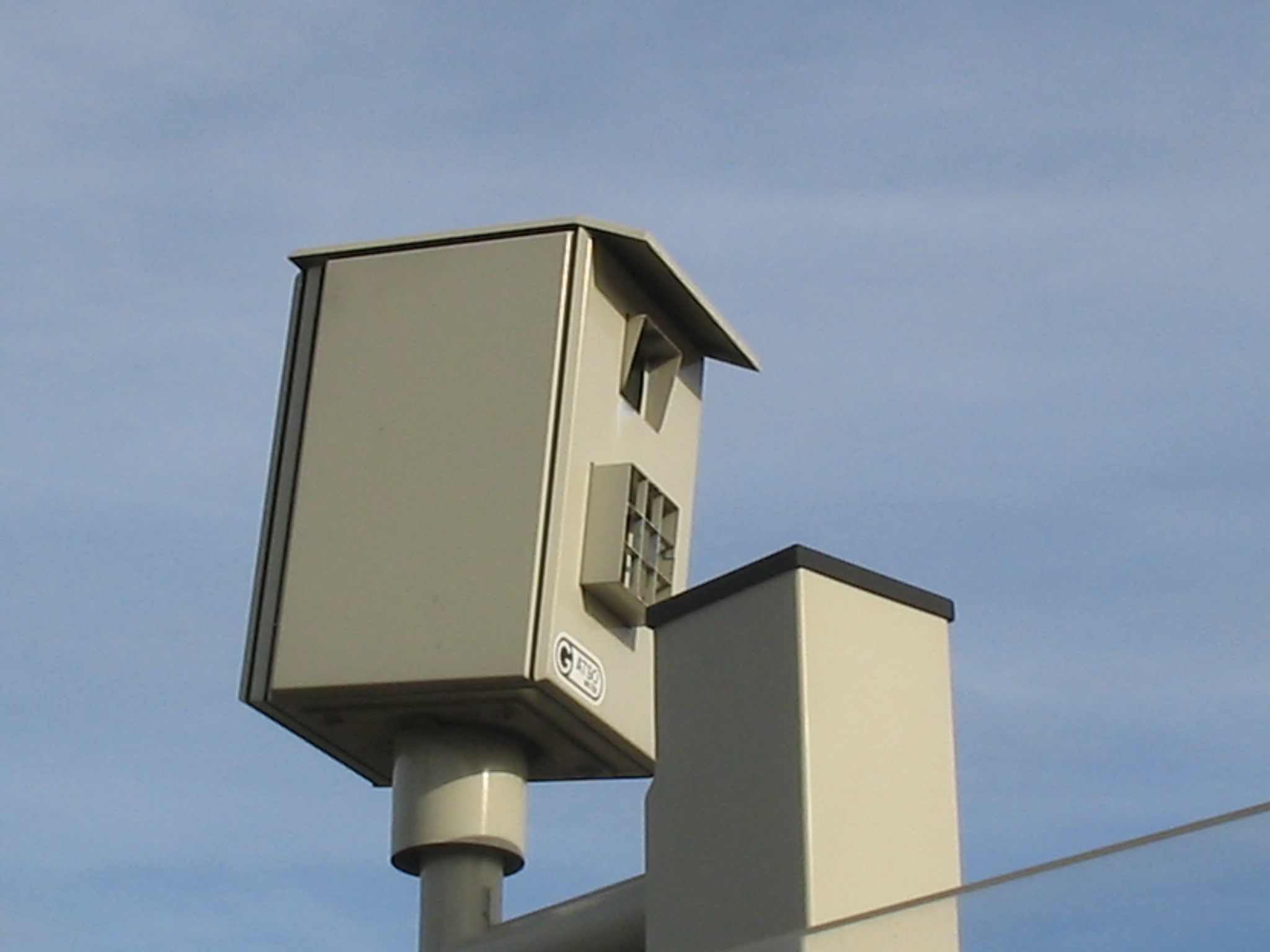
Primer pla d'una càmera de radar.

Aquesta càmera només controla la velocitat i es col·loca al llarg de les carreteres.
Les càmeres de radar es basen en l'efecte doppler (tant radar com lidar). Un vehicle que es mou dins del camp de la radiació reflecteix l'ona del radar i canvia la freqüència d'aquesta radiació. La magnitud d'aquest canvi de freqüència depèn de la velocitat de l'objecte, a partir d'aquest canvi es pot calcular la velocitat.
La càmera es pot acoblar a un rètol en el qual es mostra la velocitat mesurada en xifres luminiscents per informar l'usuari la velocitat que se li acaba de mesurar.
La font d'alimentació de la combinació de taulers de càmera-pantalla es subministra sovint per cèl·lules solars, fent que la combinació sigui mòbil i es pugui utilitzar en diferents llocs.

### Càmera de velocitat mitjana
A les autopistes automatitzades, que utilitzen tecnologia de reconeixement de números de vehicles a partir d'una foto per recollir el peatge, es pot calcular fàcilment la velocitat mitjana del vehicle en un tram de carretera predeterminat. Si la velocitat mitjana dels vehicles al llarg d'un determinat tram de carretera supera la velocitat prescrita per la llei, el conductor rep una multa. Aquest mètode es practica a algunes autopistes de França. A Israel, a partir del 2018, les carreteres que tenen un sistema automatitzat de reconeixement de matrícules són l'autopista 6, els túnels del Carmel i el carril ràpid de la ruta 1, però des del 2010 aquest sistema no s'ha utilitzat per fer complir la velocitat.

### Càmera anti-soroll
Una càmera anti-soroll mesura la producció de soroll dels vehicles que passen devant d'ella i, per tant, pot penalitzar automàticament la pol·lució acústica. Des del 2020, s'han dut a terme proves amb llums estroboscòpics de soroll a diverses ciutats holandeses.

## Càmera de semàfor vermell

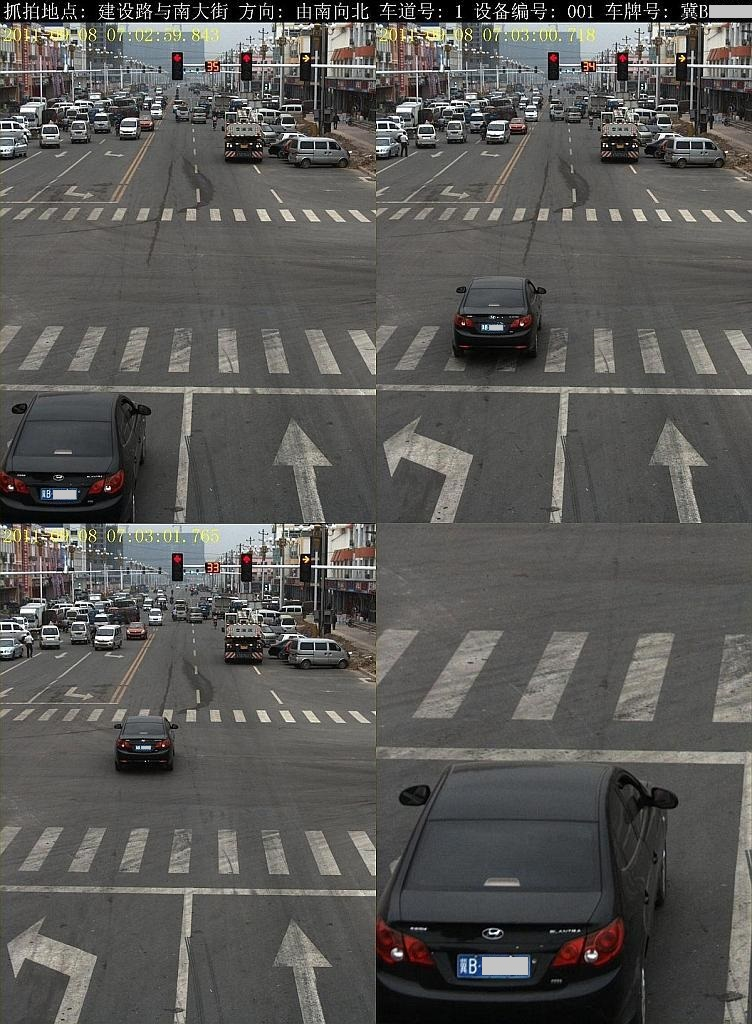
Imatges preses per càmera de semàfor vermell

Aquesta càmera registra la superació de la línia d'aturada els vehicles que circulen pel semàfor vermell. Es col·loquen a les interseccions controlades per semàfors. La primera càmera de semàfor vermell es va instal·lar a Haarlem el 1966.
Les càmeres semàfor vermell poden funcionen mitjançant un bucle per carril, que s'instal·la a la superfície de la carretera. Els bucle sol estar situat a la línia d'aturada. Per a la infracció de pas en vermell, es compara el moment en què el vehicle passa pel bucle amb l'estat del senyal del semàfor (vermell o no).

## Distribució dels ingressos
Els ingressos de les multes instantànies gairebé sempre van a la hisenda estatal. A Catalunya les denúncies es trameten al servei Català de Trànsit
A Bèlgica, la multa es reparteix primer entre el Tresor i el Fons de Seguretat Viària. Una part de la quota del fons de seguretat viària es destina al finançament de la compra d'equipament a la policia federal i al Servei Públic Federal de Mobilitat. FPS Justice també rep una quota.
En casos molt excepcionals, com en el cas d'Armènia, els radars de velocitat estan en mans privades.

## Curiositats
- A l'1 de gener de 2010, els Països Baixos tenien 1.400 càmeres de velocitat.
- A Bèlgica, la primera càmera de velocitat es va instal·lar l'any 1994. Hi ha unes 2000 càmeres de velocitat (2011) a Bèlgica.